# Église Saint-Cyr-et-Sainte-Julitte de Greffeil
L'église Saint-Cyr-et-Sainte-Julitte est une église située en France sur la commune de Greffeil, dans le département de l'Aude en région Occitanie.
L'Église (à l'exception des chapelles latérales) a été inscrite au titre des monuments historiques en 1948.

## Localisation
L'église est située sur la commune de Greffeil, dans le département français de l'Aude.